# Marie-Alice Sinaman
Marie-Alice Sinaman est une humoriste française née le 26 décembre 1971 au Port, sur l'île de La Réunion, département d'outre-mer de l'océan Indien où elle est principalement connue.

## Carrière artistique
Lancée par Thierry Jardinot, autre humoriste local, elle a participé à plusieurs spectacles comiques et sitcoms réunionnais. Elle a accédé à une certaine notoriété au sein du public insulaire avec Ze Tantines (début en 2004), spectacle dont elle tenait l'un des trois rôles titres, avec Sarah Deffeyes et Colette Carpanin.
En 2011, son spectacle Marie-Alice Sinaman, i arbiss ! est représenté à Saint-Gilles et au Tampon.
En 2021, elle anime une émission de cuisine sur Antenne Réunion. Parallèlement, elle se produit en spectacle au théâtre de Saint-Gilles et célèbre ses 30 ans de carrière,. Elle participe en décembre 2021 au spectacle Ici, c'est la Réunion à Paris au Palais des congrès.
En 2022, elle apparait dans le rôle de Chris Voyance 974 dans Somin Gazé, cette série réalisée par Lauren Ransan et Abel Vaccaro est la première création originale Canal+ Réunion.
Elle participe également à la seconde création originale Canal+ Réunion, Cari VIP une série documentaire sur l'art de vivre créole diffusée en juin 2024.